# 칼리 호크
캘리 호크(Kali Hawk, 1986년 10월 4일 ~ )는 미국의 배우, 희극인, 모델이다.